# MacBook (2015—2019)
MacBook — линейка ноутбуков, выпущенная компанией Apple в 2015 году. Обладает лишь одним портом для зарядки, вывода изображения и периферийных устройств — USB 3.1 Type-C. Представляет собой ультракомпактный 12-дюймовый ноутбук с толщиной корпуса 13,1 мм и весом всего 0,9 кг, предназначенный для повседневных задач. Ряд источников считает, что ноутбук является дальнейшим развитием линейки MacBook Air. В ноутбуке полностью отсутствует система активного охлаждения.
Однако, большинство экспертов считают, что первое поколение линейки являлось пробным, а концепция и технологии, имеющие огромный потенциал, пока не достаточно реализованы.

## Особенности

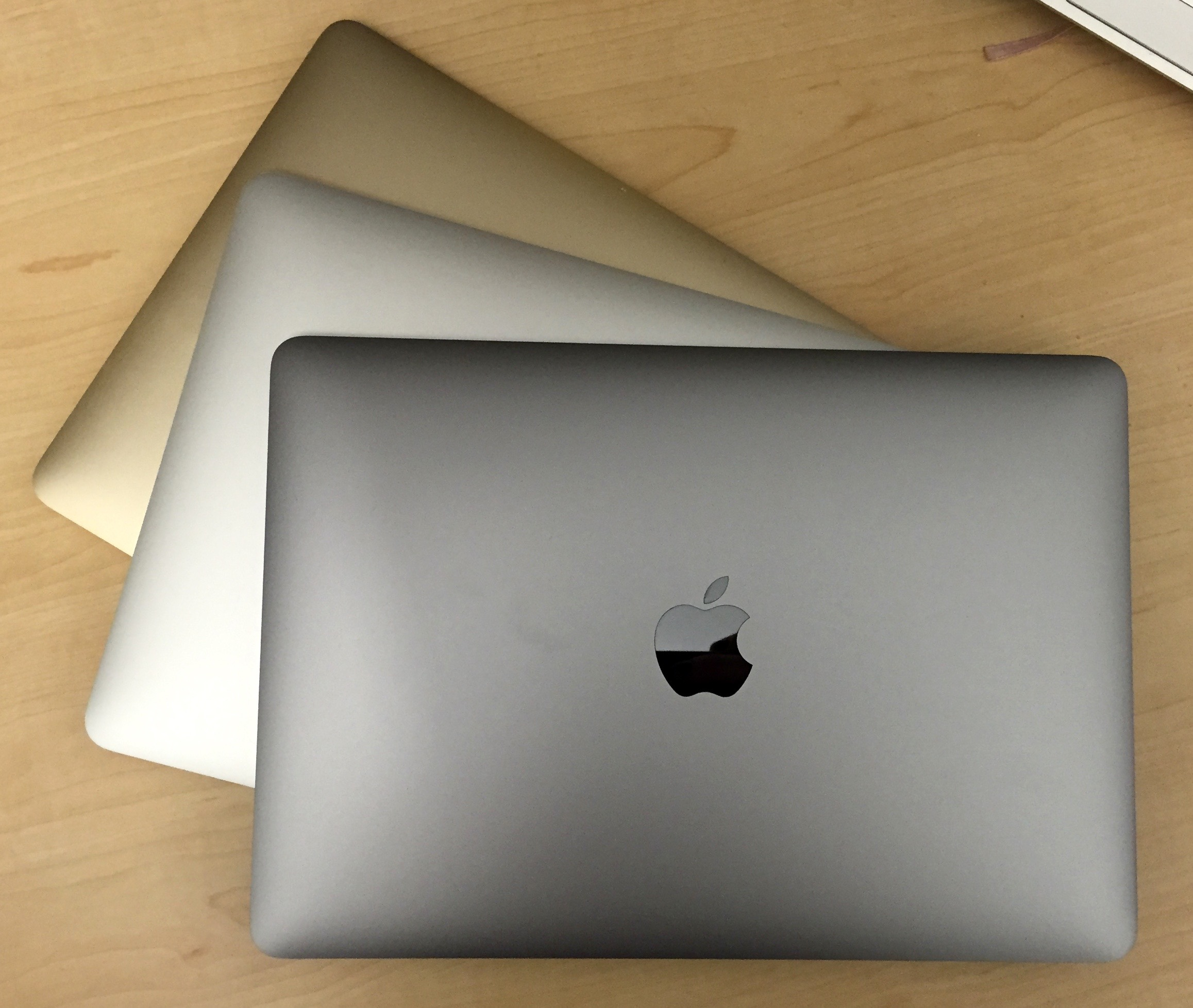
MacBook 2015 в цветах: золотой, серебристый и серый космос

### Клавиатура и тачпад
Ноутбук обладает полноразмерной клавиатурой классической apple-раскладки, аналогичной предыдущим моделям, но по сравнению с предыдущими моделями, расстояние между клавишами немного сократилось, отдельные клавиши имеют большую площадь и меньший ход клавиши. Компания Apple заменила традиционный ножничный механизм на так называемый «бабочный» (собственная разработка компании), и все клавиши имеют меньшую толщину, что делает клавиатуру ощутимо тоньше и в целом, как утверждает Apple, более стабильной. Несмотря на то, что механизм типа «бабочка» обладает значимым преимуществом перед традиционными клавиатурами — обеспечивает ровный ход клавиш вне зависимости от места нажатия, — компания не раз подвергалась критике пользователей за то, что клавиши в этой модели имеют чрезвычайно малый ход, часто залипают и практически неремонтопригодны. В 2017 году Apple представила второе поколение этого механизма, обеспечив клавиатуре бо́льшую тактильную отдачу.
Подсветка клавиатуры MacBook больше не состоит из ряда светодиодов и светопроводящих панелей, а вместо этого использует один светодиод для каждой клавиши. Тачпад был оборудован технологией Force Touch. Компания Apple оборудовала сенсорную панель датчиком силы нажатия и виброприводом Taptic Engine, чтобы обеспечить тактильное обратное взаимодействие с поверхностью тачпада всякий раз, когда увеличивается сила нажатия. Аналогичная технология используется в Apple Watch.

### Выходы
Одним из инновационных решений было использование всего одного порта для зарядки, вывода изображения и периферийных устройств USB 3.1 Type-C. Порт способен заменить MagSafe, используемый для зарядки ноутбуков в других линейках MacBook, а также DisplayPort, HDMI, USB, обладая пропускной способностью до 5 Гбит/сек.
В ноутбуке также есть разъём на 3,5 мм для подключения наушников с микрофоном.

## Характеристики
| Модели                   | Модели | Модели | Модели |
| ------------------------ | --- | --- | --- |
| Модель                   | Early 2015 | Early 2016 | Mid 2017 |
| Дата выпуска             | 10 апреля 2015 | 19 апреля 2016 | июнь 2017 |
| Идентификатор модели     | MacBook8,1 | MacBook9,1 | MacBook10,1 |
| Номер модели             | A1534 | A1534 | A1534 |
| Дисплей                  | 12" IPS, разрешение 2304x1440 (16:10) пикселей (226пикселей/дюйм, Retina), цвет 32 бит (8 бит на канал), 61 % AdobeRGB, глянцевый | 12" IPS, разрешение 2304x1440 (16:10) пикселей (226пикселей/дюйм, Retina), цвет 32 бит (8 бит на канал), 61 % AdobeRGB, глянцевый | 12" IPS, разрешение 2304x1440 (16:10) пикселей (226пикселей/дюйм, Retina), цвет 32 бит (8 бит на канал), 61 % AdobeRGB, глянцевый |
| Вебкамера                | FaceTime (480p) | FaceTime (480p) | FaceTime (480p) |
| Процессор                | Intel Broadwell 1.1 ГГц (M-5Y31) dual-core Core M (Turbo Boost до 2.4 ГГц) 4 Мб кэш-L3 1.2 ГГц (M-5Y51) dual-core Core M (Turbo Boost до 2.6 ГГц) 4 Мб кэш-L3 Возможен 1.3 ГГц (M-5Y71) dual-core Core M (Turbo Boost до 2.9 ГГц) 4 МБ кэш-L3 | Intel Skylake 1.1 ГГц dual-core Core m3-6Y30 (cTDP Up mode, Turbo Boost до 2.2 ГГц) с 4 Мб кэш-L3 1.2 ГГц dual-core Core m5-6Y54 (cTDP Up mode, Turbo Boost до 2.7 ГГц) с 4 Мб кэш-L3 Возможен 1.3 ГГц dual-core Core m7-6Y75 (cTDP Up mode, Turbo Boost до 3.1 ГГц) с 4 МБ кэш-L3 | Intel Kaby Lake 1.2 ГГц dual-core Core m3-7Y32 (Turbo Boost до 3.0 ГГц) с 4MB кэш-L3 1.3 ГГц dual-core Core i5-7Y54 (Turbo Boost до 3.2 ГГц) с 4MB кэш-L3 Возможен 1.4 ГГц dual-core Core i7-7Y75 (Turbo Boost до 3.6 ГГц) с 4 МБ кэш-L3 |
| Оперативная память       | 8 ГБ 1600 МГц LPDDR3 SDRAM (без возможности увеличения памяти) | 8 ГБ 1866 МГц LPDDR3 SDRAM (без возможности увеличения памяти) | 8 ГБ 1866 МГц LPDDR3 SDRAM (без возможности увеличения памяти) либо 16 ГБ на заказ |
| Графический процессор    | Intel HD 5300 graphics | Intel HD Graphics 515 | Intel HD Graphics 615 |
| Графический процессор    | LPDDR3 SDRAM, Динамически занимает память от основной оперативной памяти | | |
| твердотельный накопитель | 256 или 512 ГБ PCIe 2.0 x2, до 5.0 Гбит/сек | 256 или 512 ГБ PCIe 2.0 x2, до 8.0 Гбит/сек | 256 или 512 GB NVMe |
| WiFi                     | 802.11a/b/g/n/ac (2.4 & 5 ГГц, до 1.3 Гбит/сек) | 802.11a/b/g/n/ac (2.4 & 5 ГГц, до 1.3 Гбит/сек) | 802.11a/b/g/n/ac (2.4 & 5 ГГц, до 1.3 Гбит/сек) |
| Bluetooth                | Bluetooth 4.0 | Bluetooth 4.0 | Bluetooth 4.2 |
| Порты вывода             | 1 x USB 3.1 Type-C generation 1, до 5 Гбит/сек (для зарядки, либо подключения периферийных устройств, либо вывода изображения, либо подключения разветвителя)                                                                                 | 1 x USB 3.1 Type-C generation 1, до 5 Гбит/сек (для зарядки, либо подключения периферийных устройств, либо вывода изображения, либо подключения разветвителя) | 1 x USB 3.1 Type-C generation 1, до 5 Гбит/сек (для зарядки, либо подключения периферийных устройств, либо вывода изображения, либо подключения разветвителя)                                                                            |
| Порты вывода             | 3.5 audio jack | | |
| Вывод изображения        | Через USB 3.1 Type-C (совместим с USB Type-A, HDMI, Mini DisplayPort 1.2, VGA) AirPlay (используя AppleTV) | Через USB 3.1 Type-C (совместим с USB Type-A, HDMI, Mini DisplayPort 1.2, VGA) AirPlay (используя AppleTV) | Через USB 3.1 Type-C (совместим с USB Type-A, HDMI, Mini DisplayPort 1.2, VGA) AirPlay (используя AppleTV) |
| Вывод изображения        | До 5 Гбит/сек (4096x2304 на 48 Hz через HDMI 1.4b, и 3840x2160 на 60 Hz через DisplayPort и HDMI 1.4b) | 4096x2304 на 60 Hz через HDMI 1.4b, и 3840x2160 на 60 Hz через DisplayPort и HDMI 1.4b | 4096x2304 на 60 Hz через HDMI 1.4b, и 3840x2160 на 60 Hz через DisplayPort и HDMI 1.4b |
| Питание                  | 29 Ватт Через USB 3.1 Type-C, аккумулятор на 39.7 Ватт/час | 29 Ватт Через USB 3.1 Type-C, аккумулятор на 41.4 Ватт/час | 29 Ватт Через USB 3.1 Type-C, аккумулятор на 41.4 Ватт/час |
| Вес                      | 2,03 фунта (0,92 кг) | 2,03 фунта (0,92 кг) | 2,03 фунта (0,92 кг) |
| Размеры                  | 11,04 дюйма (28,04 см) × 7,74 дюйма (19,66 см) × 0,14 дюйма (0,36 см) × 0,52 дюйма (1,32 см) | 11,04 дюйма (28,04 см) × 7,74 дюйма (19,66 см) × 0,14 дюйма (0,36 см) × 0,52 дюйма (1,32 см) | 11,04 дюйма (28,04 см) × 7,74 дюйма (19,66 см) × 0,14 дюйма (0,36 см) × 0,52 дюйма (1,32 см) |
| Цвета                    | Серый космос, серебристый, золотой. | Серый космос, серебристый, золотой, розовое золото. | Серый космос, серебристый, золотой, розовое золото. |
| ПО                       | OS X Yosemite | OS X El Capitan | macOS Sierra |

## [12]Примечания
1. ↑  Apple — MacBook — Спецификации. Дата обращения: 29 сентября 2017. Архивировано 18 октября 2017 года.
2. ↑  New MacBook Review: Stupidly Thin. Дата обращения: 29 сентября 2017. Архивировано 16 сентября 2017 года.
3. ↑  0xabad1dea — Concise «New Retina Macbook» Review. Дата обращения: 15 октября 2015. Архивировано 13 августа 2015 года.
4. ↑  2015 MacBook Review | TechCrunch. Дата обращения: 29 сентября 2017. Архивировано 7 июля 2017 года.
5. ↑  MacBook 2015 — полный обзор и сравнение c Air 11 — YouTube. Дата обращения: 15 октября 2015. Архивировано 8 октября 2015 года.
6. ↑  Apple's Invention Covering the Butterfly Hinge Mechanism found in their new MacBook Keyboard Comes to Light. Patently Apple. Дата обращения: 19 февраля 2018. Архивировано 20 февраля 2018 года.
7. ↑  Apple says it has completely 'reinvented' the keyboard with its new Macbook. Business Insider (9 марта 2015). Дата обращения: 19 февраля 2018. Архивировано 20 февраля 2018 года.
8. ↑  MacBook review: Apple's 12-inch mini laptop gets it right. CNET (англ.). 22 июня 2017. Архивировано 20 февраля 2018. Дата обращения: 19 февраля 2018.
9. ↑  «Apple — MacBook — Tech Specs» Архивная копия от 5 июля 2019 на Wayback Machine, Apple, March 29, 2015.
10. ↑  Apple MacBook 12 (Early 2016) 1.1 GHz Review. Notebookcheck (англ.). Архивировано 26 октября 2018. Дата обращения: 25 октября 2018.
11. ↑  Apple MacBook Specs (All MacBook Technical Specs) @ EveryMac.com. EveryMac.com. Дата обращения: 27 июня 2015. Архивировано 18 ноября 2020 года.
12. ↑  Thu mua macbook cũ. Дата обращения: 31 января 2024. Архивировано 31 января 2024 года.